# 侧条厚唇鱼
侧条厚唇鱼（学名：Acrossocheilus parallens），又稱側條石𩼧、側條光唇魚，为輻鰭魚綱鯉形目鲤科光唇鱼属的鱼类，是中国的特有物种。分布于珠江水系。本魚體延長且側扁，口下位，下唇厚，分左右2瓣，下頷前端弧形，稍露出唇外，具觸鬚2對，體被中圓鱗，側線明顯，側線鱗36-38枚，背鰭末端鰭條邊緣具鋸齒，體側具有6條黑色橫紋，橫紋止於側線處，雄魚體側顏側線另有一條黑色縱帶，體長可達21公分，棲息在水質清澈、礫石底質、水草豐富的河川底中層水域，生活習性不明，可做為食用魚。该物种的模式产地在属北江水系的广东龙头山。

## 扩展阅读
維基物種上的相關：侧条厚唇鱼